# Alexander Borissowitsch Sawin
Alexander Borissowitsch Sawin (russisch Александр Борисович Савин; * 1. Juli 1957 in Taganrog) ist ein ehemaliger russischer Volleyballspieler.

## Werdegang
Alexander Sawin gab im Alter von 16 Jahren sein Debüt in der ersten Mannschaft von ZSKA Moskau. Mit dem Verein gewann er 13 mal die sowjetische Meisterschaft und wurde sieben Mal Europapokalsieger der Landesmeister.
1974 bestritt er sein erstes Länderspiel für die Sowjetunion. Er wurde zweimal Weltmeister (1978, 1982), einmal Vizeweltmeister (1986) und zwischen 1975 und 1985 sechs Mal Europameister. 1976 holte er bei den Olympischen Spielen in Montreal die Silbermedaille. 1980 wurde er bei den Olympischen Spielen in Moskau Olympiasieger.